# Jakob Merlo-Horstius

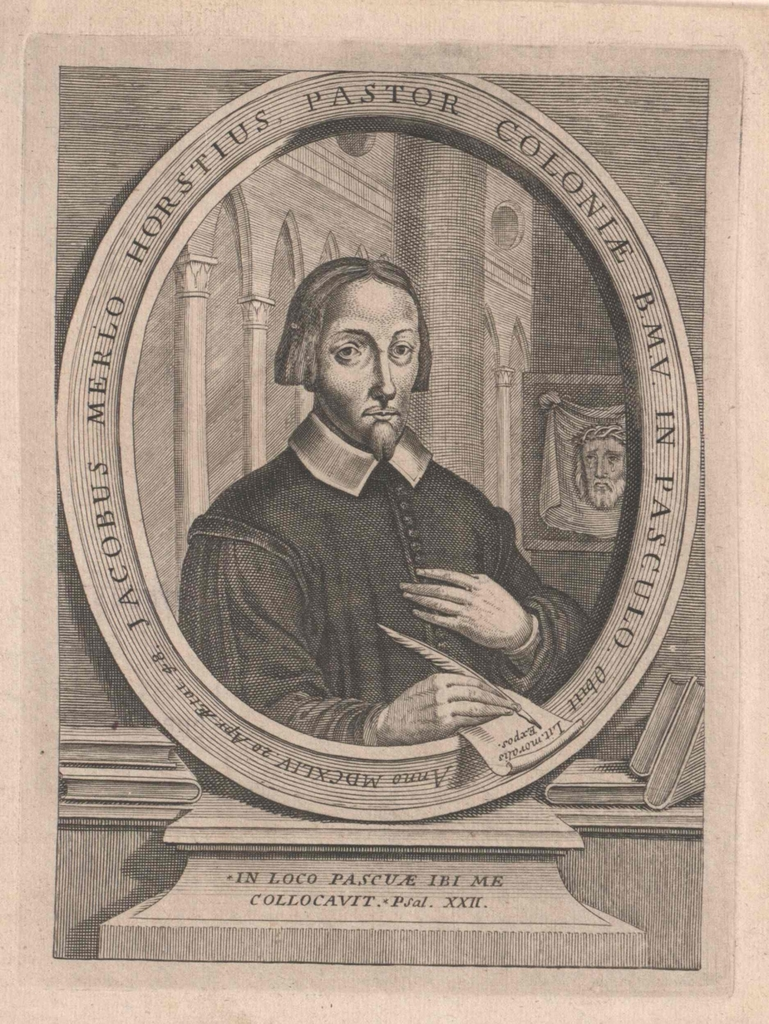
Porträt von „Jacobus Merlo Horstius“

Jakob Merlo-Horstius (auch Jacob Merlo Horstius; * 24. Juli 1597 in Horst aan de Maas als Jakob Merl; † 21. April 1644 in Köln) war ein deutscher römisch-katholischer Theologe und Geistlicher.

## Leben
Merlo-Horstius war ein Sohn von Bauern. Seine Mutter schickte den achtjährigen Sohn zu ihrem Bruder nach Köln, der als Vikar am Kölner Dom wirkte. Dort erhielt er seine Bildung, unter anderem an der Kölner Jesuitenschule. Er absolvierte das Studium der Philosophie und Theologie. Im März 1621 erfolgte seine Priesterweihe, 1623 wurde er schließlich zum Pfarrer von St. Maria im Pesch ernannt, der Pfarrkirche der Dombediensteten. Den Grad eines Lic. theol. erhielt er 1626 an der Kölner Universität. 1642 wurde ihm ein höheres Amt angetragen, das er aufgrund seiner Überzeugungen ablehnte. Er galt als eifriger Armenhelfer und Seelsorger, der sich auch durch persönliche Bescheidenheit auszeichnete.
Merlo-Horstius wirkte über seine Schriften, die teilweise in andere Sprachen übersetzt und noch bis in das 19. Jahrhundert gedruckt wurden, nach seinem Tod fort. Er starb an einer kurzen, schweren Krankheit.

## Werke (Auswahl)
- Enchiridion officii divini, Köln 1623.
- Fasciculus myrrhae et thuris seu orationes novae, Köln 1629.
- Monita sapientiae Christianae: ad mores et vitae spiritualis officia, Knichius, Köln 1630.
- Septem tubae orbis Christiani, Köln 1635.
- Paradisus animae christianae, Knichius, Köln 1644.